# Kungariket Italien (tysk-romerska riket)
Kungariket Italien (Regnum Italiae) var ett av de tre kungariken som tillsammans utgjorde det kejserliga tysk-romerska riket mellan 962 och 1801. De övriga var kungariket Tyskland, kungariket Böhmen och kungariket Burgund. Det efterträdde det Mellanfrankiska riket och upplöstes slutligen av Napoleon 1801. Kungariket Italien var mest ett rike till namnet: det var den titel den tysk-romerska kejsaren bar i sin egenskap av länsherre över de italienska vasallstaterna. Det omfattade formellt sett norra Italien, med huvudstad i Pavia.